# Alessandro Maserati
Pour les articles homonymes, voir Maserati (homonymie).
Alessandro Maserati est un coureur cycliste professionnel italien né le 8 septembre 1979 à Castel San Giovanni, dans la région Émilie-Romagne, en Italie.

## Palmarès
- 2000
  - Coppa Stignani
- 2001
  - Trofeo Maurizio e Bruno Stagni
  - Trofeo Papà Cervi
- 2003
  - Giro di Sissa
- 2004
  - Gran Premio Comune di Castenedolo
  - 2e du Circuito Guazzorese

## Classements mondiaux
| Année           | 2006  | 2007  | 2008 | 2009 | 2010 |
| --------------- | ----- | ----- | ---- | ---- | ---- |
| UCI Europe Tour | 1093e | 1272e | 525e | 819e | 839e |